# Aethalopteryx tristis
Aethalopteryx tristis is een vlinder uit de familie houtboorders (Cossidae). De wetenschappelijke naam van deze soort werd voor het eerst geldig gepubliceerd in 1915 door Gaede.
De soort komt voor in tropisch Afrika.